# Davit' Manoyan
Davit' Vahani Manoyan (in armeno Դավիթ Վահանի Մանոյան?; in russo Давид Ваганович Маноян?, David Vaganovič Manojan; Erevan, 5 luglio 1990) è un calciatore armeno, centrocampista del Cilicia.

## Palmarès

### Club

#### Competizioni nazionali
- Campionato armeno: 4

P'yownik: 2008, 2009, 2010, 2014-2015
- Coppa d'Armenia: 6

P'yownik: 2009, 2010, 2012-2013, 2013-2014, 2014-2015
Ararat: 2020-2021
- Supercoppa d'Armenia: 3

P'yownik: 2010, 2011, 2015